# Liu Zhenli
Li Zhenli är en kinesisk politiker och general. Han är generalstabschef i Folkets befrielsearmé och är ledamot i Centrala militärkommissionen.
Han gick med i Folkets befrielsearmé 1983 och förde befäl i under gränsstriderna mellan Kina och Vietnam 1986. Han har gjort större delen av sin militära karriär i Peking-regionen och har specialiserat sig på terrorbekämpning. 2015 tjänstgjorde han tillfälligt i Folkets beväpnade polis. Han valdes in i den nittonde centralkommittén i Kinas kommunistiska parti 2017 och utnämndes till general 2021. Han tog säte i centrala militärkommissionen i oktober 2022.